# أيامنا الحلوة (فلم)
أيامنا الحلوة فيلم مصري من إنتاج عام 1955، من إخراج حلمي حليم وبطولة فاتن حمامة، عمر الشريف، عبد الحليم حافظ وأحمد رمزي.

## قصة الفيلم
تدور أحداث الفيلم حول فتاة فقيرة تسكن على السطوح بجوار ثلاثة شباب فقراء يقعون في حبها جميعا، ويكتشفون وقوعها تحت وطأة المرض الذي يستلزم إجراء عملية جراحية، يتهافت الجميع على مساعدتها لإجراء العملية الجراحية.

## بطولة
- فاتن حمامة
- عمر الشريف
- عبد الحليم حافظ
- أحمد رمزي
- زهرة العلا
- زينات صدقي
- سراج منير
- عزيزة حلمي
- سعيد خليل
- علي رشدى

## أغاني الفيلم
| الأغنية       | الملحن      | المؤلف         |
| ------------- | ----------- | -------------- |
| الحلو حياتي   | كمال الطويل | مرسي جميل عزيز |
| هيّ دي هيّ      | كمال الطويل | مرسي جميل عزيز |
| يا قلبي خبّي   | محمد الموجي | مرسي جميل عزيز |
| ليه تشغل بالك | محمد الموجي | مرسي جميل عزيز |

## روابط خارجية
- مقالات تستعمل روابط فنية بلا صلة مع ويكي بيانات